# Sântimbru (Alba)
Pour les articles homonymes, voir Sântimbru.
Sântimbru (en hongrois : Marosszentimre, en allemand : Emerichsdorf) est une commune du județ d'Alba, dans l'ouest de la Roumanie.

## Démographie
Lors de ce recensement de 2011, 94,67 % de la population se déclare roumains et 1,65 % comme roms (1,82 % ne déclare pas d'appartenance ethnique).

## Politique
| Parti | Parti                                      | Sièges |
| ----- | ------------------------------------------ | ------ |
|       | Parti national libéral (PNL)               | 10     |
|       | Parti social-démocrate (PSD)               | 2      |
|       | Alliance des libéraux et démocrates (ALDE) | 1      |